# Michael Buchanan
Michael Buchanan (nacido el 25 de marzo de 1994, Las Vegas, Nevada, Estados Unidos) es un baloncestista profesional estadounidense. Se desempeña en la posición de pívot y actualmente juega en el Força Lleida Club Esportiu de la Liga LEB Oro.

## Trayectoria deportiva
Es un pívot formado en la Universidad de South Carolina Upstate, con la que disputó la NCAA con los USC Upstate Spartans durante cuatro temporadas. Una vez finalizado su periodo universitario, en febrero de 2019 marchó a Estonia para debutar como profesional en las filas del BC Tallinna Kalev.
Durante la temporada 2018-19, jugaría 7 partidos de la liga estonia en la que promedia 7.86 puntos por partidos, formando pareja interior con Bamba Fall.
En la temporada 2019-20, siendo su segunda temporada en el BC Tallinna Kalev, promedió 15,8 puntos, 8,9 rebotes y 1,4 asistencias en 23 minutos de juego para partido en la Liga Báltica.
El 28 de agosto de 2020, firma con el Força Lleida Club Esportiu para jugar en Liga LEB Oro, lo que sería su debut en la segunda categoría del baloncesto español.